# Peucedanum formosanum
Peucedanum formosanum là một loài thực vật có hoa trong họ Hoa tán. Loài này được Hayata miêu tả khoa học đầu tiên năm 1921.